# دیفولتس (ناحیه)
دیفولتس (به آلمانی: Landkreis Diepholz) یک ناحیه در آلمان است که در نیدرزاکسن واقع شده‌است. دیفولتس ۲۱۱٬۲۰۰ نفر جمعیت دارد.